# نورمن وایتساید
نورمن وایتساید (انگلیسی: Norman Whiteside؛ زادهٔ ۷ مهٔ ۱۹۶۵) یک بازیکن فوتبال اهل بریتانیا است.
از باشگاه‌هایی که در آن بازی کرده‌است می‌توان به باشگاه فوتبال منچستر یونایتد و باشگاه فوتبال اورتون اشاره کرد.